# Paul Eugenius Layritz
Paul Eugenius Layritz (* 13. November 1707 in Wunsiedel; † 31. Juli 1788) war Theologe und Konrektor in Neustadt an der Aisch sowie später Bischof der Herrnhuter Brüdergemeine.

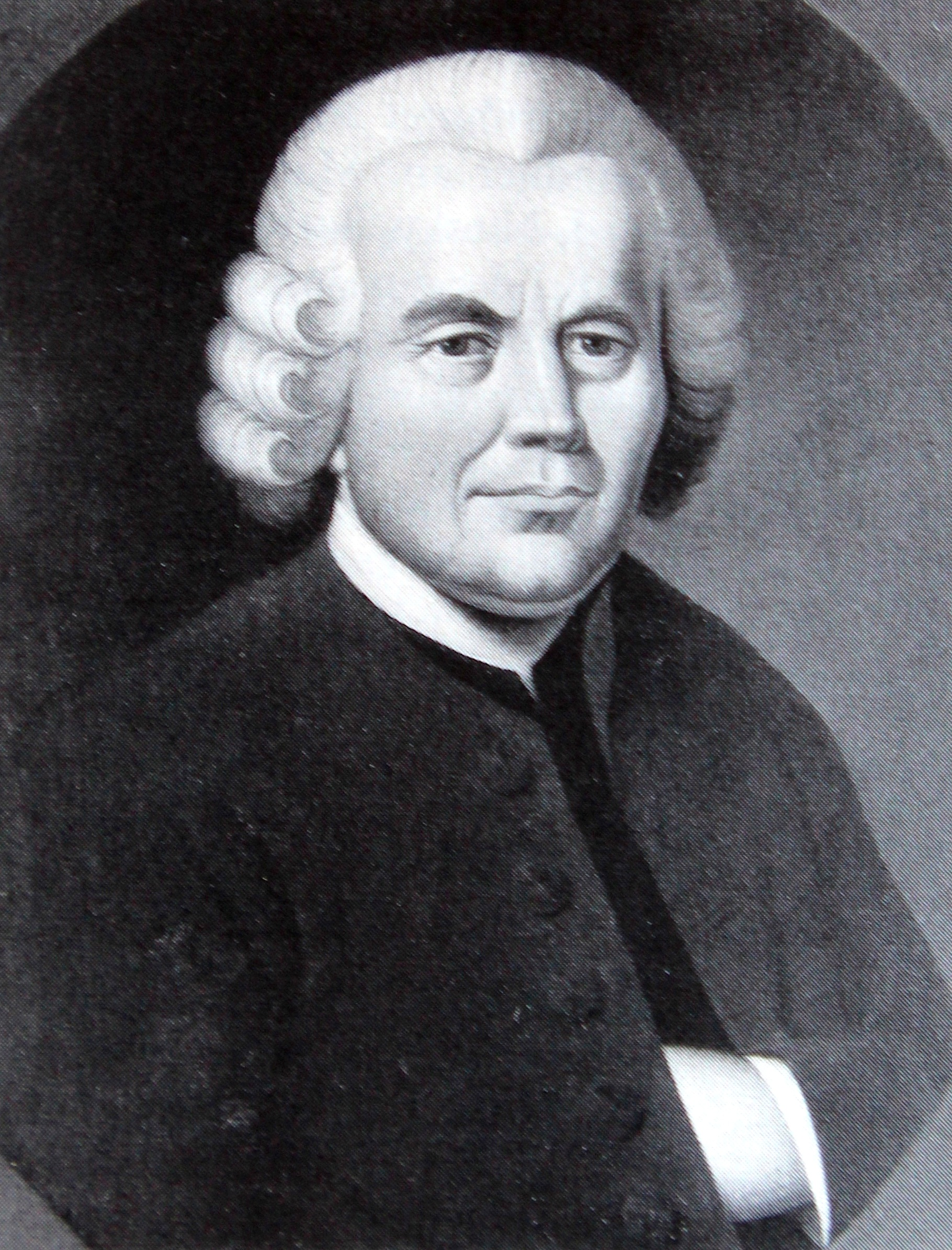
Paul Eugenius Layritz

## Leben
Paul Eugenius Layritz war ein Sohn von Johann Christoph Layritz. Sein Onkel war Johann Georg Layritz. Deren Eltern waren als Exulanten aus Böhmen gekommen.
Seinem Vater nacheifernd, besuchte er das Gymnasium und studierte. In seinem ausschweifenden Studentenleben überkamen ihn Zweifel am Predigerberuf. Unter dem Einfluss von August Gottlieb Spangenberg und Nikolaus Ludwig von Zinzendorf fand er wieder Zugang. Er kehrte nach Hof zurück und stand seinem Vater bis zu dessen Tod 1731 auch beruflich zur Seite. Durch Vermittlung von Johann Adam Steinmetz wurde er Konrektor an der Fürstenschule in Neustadt an der Aisch. Er verhalf der Schule zu einer Blütezeit – Schüler nahmen große Entfernungen auf sich, um dort lernen zu können. Seinen bis 1740 vollständig erfolgten Plan zur Errichtung einer Buchdruckerei zur Herausgabe der Klassiker konnte Layritz, das sein wohltätiger Geldgeber, der Landeshauptmann Bergkofer, verstarb, nicht verwirklichen.
Am 31. Dezember 1740 erhielt er durch den Abt Steinmetz einen Ruf an das Pädagogium Bergen und erbat im März 1741 seine Entlassung aus dem bayreuthischen Staatsdienst. Nachdem der Markgraf jedoch persönlich nach Neustadt gereist war, bestimmte dieser, dass Layritz zu Bleiben habe und besorgte ihm zudem eine Gehaltserhöhung. Im Mai 1740 reiste Layritz ohne Wissen seines vorgesetzten Neustädter Superintendenten Johann Chr. Lerche nach Marienborn und kehrte erst nach einem Anschreiben des Superintendenten wieder zurück. Seine Entlassung aus dem markgräflichen Dienst hat er nach wiederholten Versuchen im November 1742 durchgesetzt.
Sein Engagement als Pietist führte in der Herrnhuter Brüdergemeine 1775 zu seiner Ernennung zum Bischof. Nach dem Tod von Nikolaus Ludwig Graf von Zinzendorf war er in leitender Funktion zuständig für die Betreuung der Herrnhuter Diaspora in Deutschland und dem Ausland. Eine Visitationsreise führte ihn bis Labrador in Kanada.